# Katarzyna Pawlak
Katarzyna Pawlak (ur. 8 lipca 1961 w Łodzi, zm. 9 listopada 2023) – polska aktorka filmowa i teatralna, dziennikarka radiowa.

## Życiorys
Urodziła się w Łodzi. Od dziecka wykazywała uzdolnienia artystyczne, zapowiadała się na świetną pianistkę. Uczęszczała do szkoły muzycznej, do której ukończenia zagrała 11 ról filmowych. Wybrała aktorstwo – w 1985 ukończyła z wyróżnieniem PWSFTviT, mając już kilka ról filmowych na koncie. Debiutowała jako nastolatka w serialu TV dla młodzieży pt. Siedem stron świata w roku 1974. Grała również podczas studiów i to role pierwszoplanowe (Romans z intruzem z 1984). Jej dobrze zapowiadającą się karierę przerwała, jednak poważna choroba (SM), która spowodowała wycofanie się aktorki z zawodu. Założyła stowarzyszenie wspierające niepełnosprawnych „Oazis”. Skupiła się na pracy dziennikarki radiowej Radia Łódź (prowadziła m.in. autorską audycję „Radio nocą”). W późniejszych latach, coraz bardziej pogrążona w chorobie, zaprzestała jakiejkolwiek działalności zawodowej. Zmarła 9 listopada 2023 roku w wieku 62 lat, została pochowana na Cmentarzu Zarzew w Łodzi.

## Filmografia (wybór)
- 1974: Siedem stron świata – dziewczyna, mieszkanka blokowiska
- 1976: Ptaki, ptakom... – harcerka Danka
- 1976: Inna – Ula
- 1984: Romans z intruzem – Helena Łoś, narzeczona Kossowicza
- 1987: Pantarej – Asia
- 1989: Żelazną ręką – epizod
- 1989: 300 mil do nieba – pielęgniarka
- 1990: Leśmian – żona Grydzewskiego
- 1991: Skarga – epizod